# Pfarrkirche Mitterpullendorf

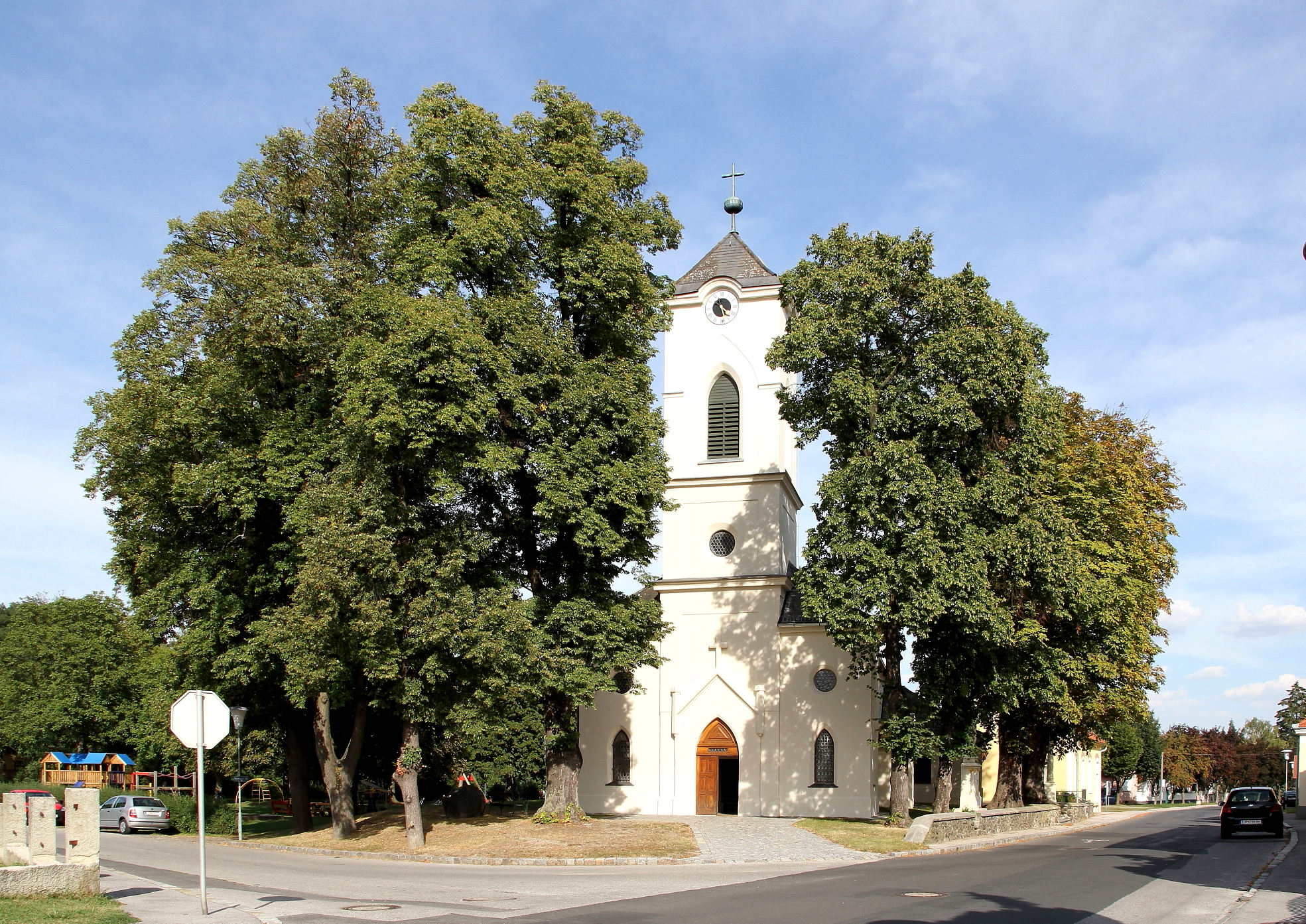
Kath. Pfarrkirche Hll. Simon und Judas Thaddäus in Mitterpullendorf

Die römisch-katholische Pfarrkirche Mitterpullendorf steht in der Ortschaft Mitterpullendorf in der Gemeinde Oberpullendorf im Bezirk Oberpullendorf im Burgenland. Sie ist den Heiligen Simon und Judas Thaddäus geweiht und gehört zum Dekanat Oberpullendorf in der Diözese Eisenstadt. Das Bauwerk steht unter Denkmalschutz.

## Geschichte
Die Pfarre wurde bereits im Mittelalter gegründet. Zwischenzeitlich war die Kirche protestantisch. Die katholische Pfarre wurde 1666 wiedererrichtet. Der heutige Bau wurde in der zweiten Hälfte des 18. Jahrhunderts erbaut. In den Jahren 1978 und 1979 erfolgte eine Gesamtrestaurierung.

## Kirchenbau
Kirchenäußeres
Die Kirche ist ein einschiffiger Bau mit gleich breitem gerade geschlossenem Chor. In die neogotische Westfassade wurde ein Kirchturm eingebaut.
Kircheninneres
Das Langhaus ist vierjochig. Es wird durch Gurtbögen unterteilt, die auf Pilastern ruhen. Dazwischen ist Platzlgewölbe mit Schildbögen. Zwischen Langhaus und Chor ist ein Zwischenjoch mit quadratischem Platzlgewölbe. Das querrechteckige Chorjoch ist tonnengewölbt.

## Ausstattung
Der Hochaltar stammt aus der zweiten Hälfte des 18. Jahrhunderts. Der Rokoko-Tabernakel ist durch eine Sitzfigur einer Madonna mit Kind verziert. Das Altarbild an der Wand zeigt die Apostel Simon und Judas. Es wurde im 19. Jahrhundert gemalt. Dieses wird von Seitenfiguren auf Podesten flankiert. Diese stellen die Heiligen Petrus und Paulus dar.
Der Seitenaltar stammt aus dem 18. Jahrhundert. Das Altarbild zeigt den heiligen Laurentius. Auf der Mensa stehen zwei Figuren des heiligen Johannes Nepomuk.
Die Kanzel stammt aus der zweiten Hälfte des 18. Jahrhunderts. Sie ist einfach gehalten und mit Rokoko-Ornamentik verziert. Der Taufstein mit einer hölzernen Täufergruppe stammt aus dem 18. Jahrhundert.  An der Südwand steht eine hölzerne barocke Madonna, die ursprünglich eine Säulenmadonna gewesen sein könnte. Über der Sakristeitür hängt ein Ölbild des heiligen Josefs aus der zweiten Hälfte des 18. Jahrhunderts in einem Rokoko-Rahmen.
Die Orgel aus 1880 mit 8 Registern wurde von Peppert Sandor gebaut.